# Струпец (Врачанская область)
Струпец (болг. Струпец) — село в Болгарии. Находится в Врачанской области, входит в общину Роман. Население составляет 424 человека.

## Политическая ситуация
В местном кметстве Струпец, в состав которого входит Струпец, должность кмета (старосты) исполняет Костадин Илиев Генов (Болгарская социал-демократия (БСД)) по результатам выборов правления кметства.
Кмет (мэр) общины Роман — Красимир Петков Петков (независимый) по результатам выборов в правление общины.